# Фелу (водопад)

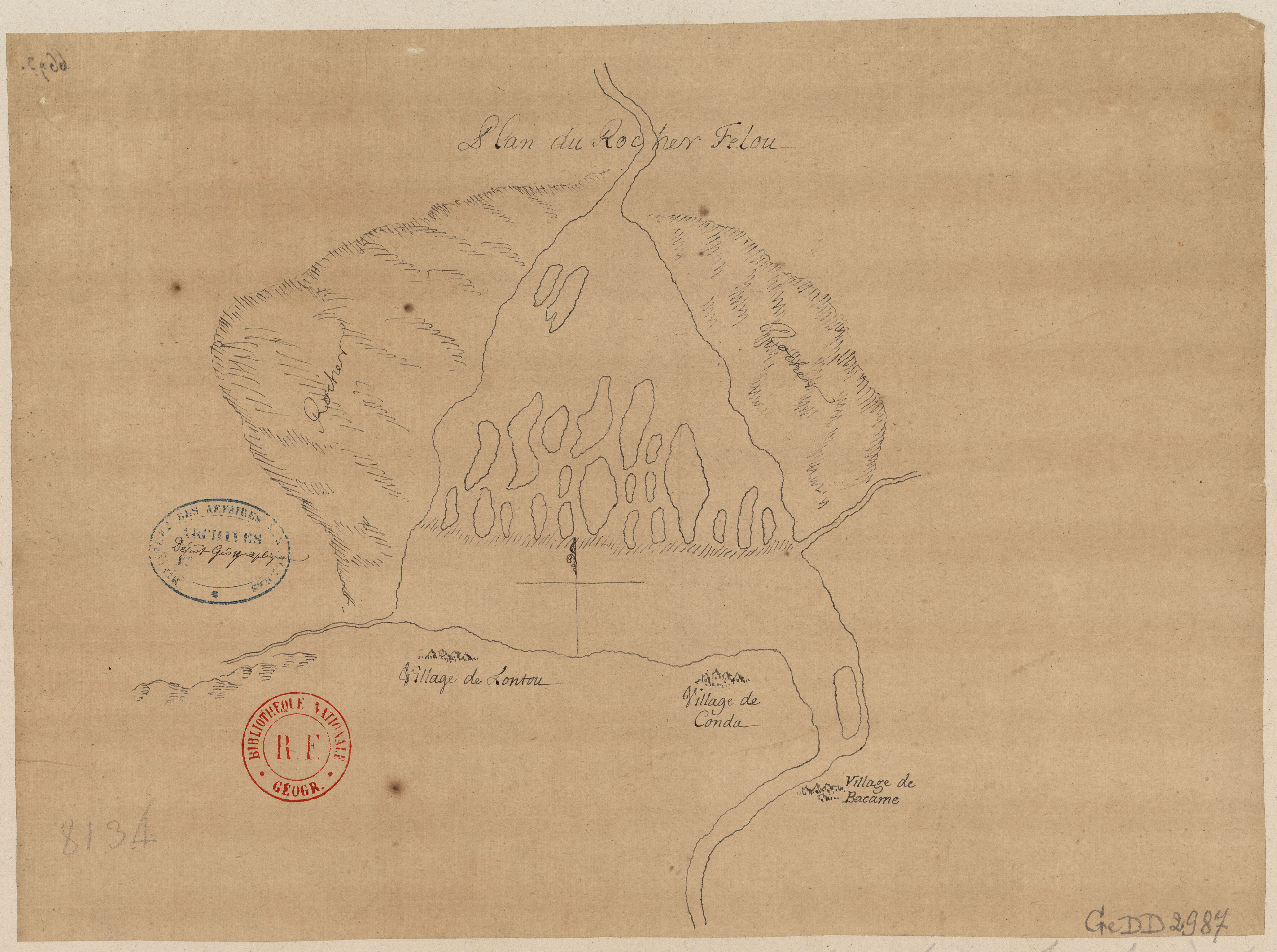
Историческая карта водопада Фелу, 1749

Фелу (фр. Chutes du Félou) — водопад на реке Сенегал в области Каес (запад Мали), расположен в 15 километрах от города Каес. Высота водопада 15 метров.

## Историческое значение
Водопад являлся дальней точкой вверх по реке Сенегал от Сент-Луиса, до которой можно было добраться на лодке. Из-за сезонных колебаний уровня воды, добраться до него было возможна только в течение нескольких месяцев после сезона дождей. В 1855 году Луи Федерб, французский губернатор Сенегала, построил форт в деревне Медин, в 3 км ниже по течению от водопада, чтобы усилить французский контроль над рекой Сенегал.

## Гидроэлектростанция

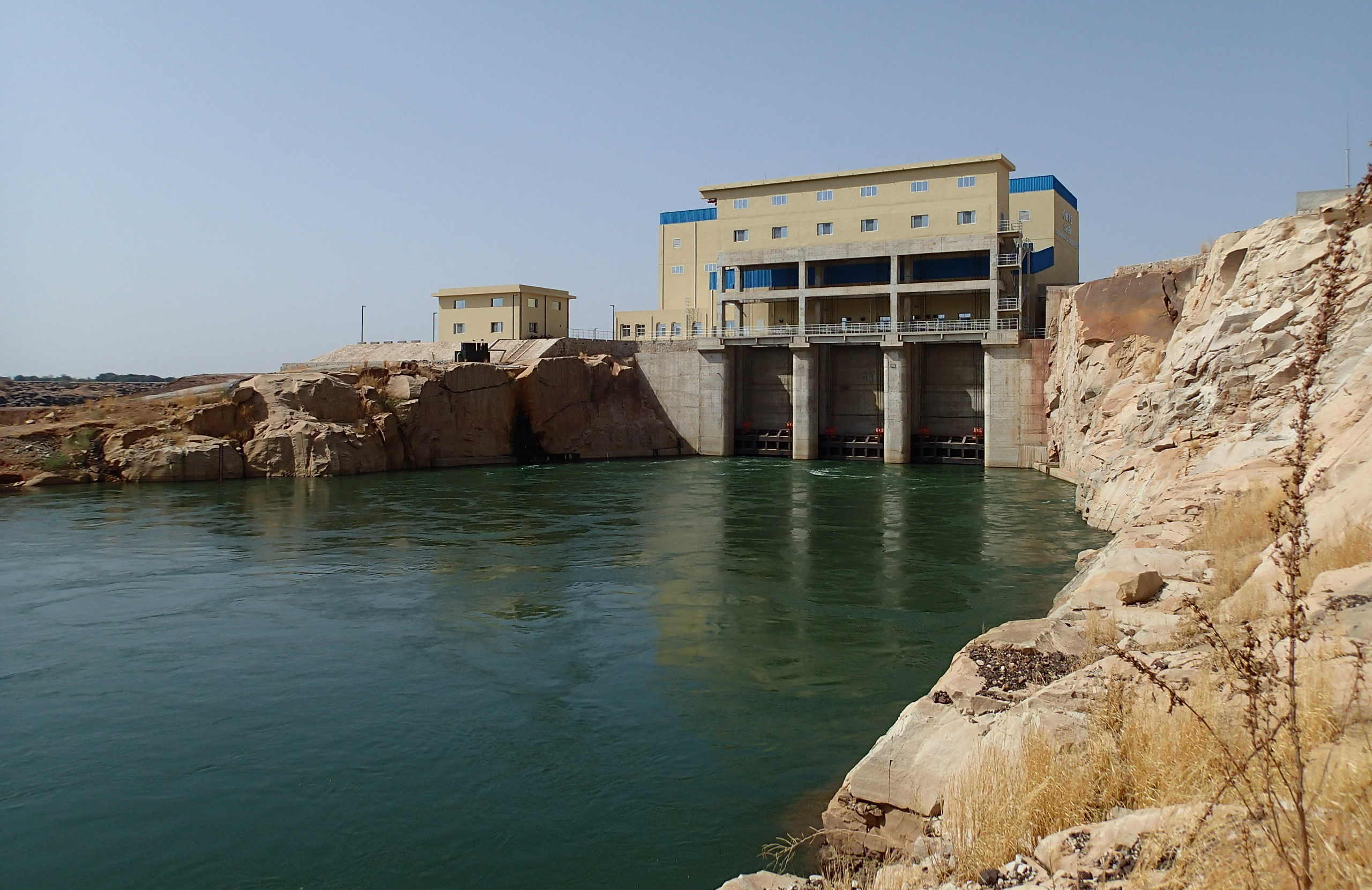
Вид на гидроэлектростанцию в 2014 году

В 1920-х годах французское колониальное правительство построило плотину и небольшую гидроэлектростанцию на водопаде Фелу, которая была обновлена в 1992 году. Гидроэлектростанция использовала 5 кубических метров воды в секунду (около одного процента реки) для привода генератора мощностью 600 киловатт В 2009 году начались работы по строительству русловой гидроэлектростанции у водопада Фелу мощностью 62,3 мегаватта, заменившей старую электростанцию

## Примечания

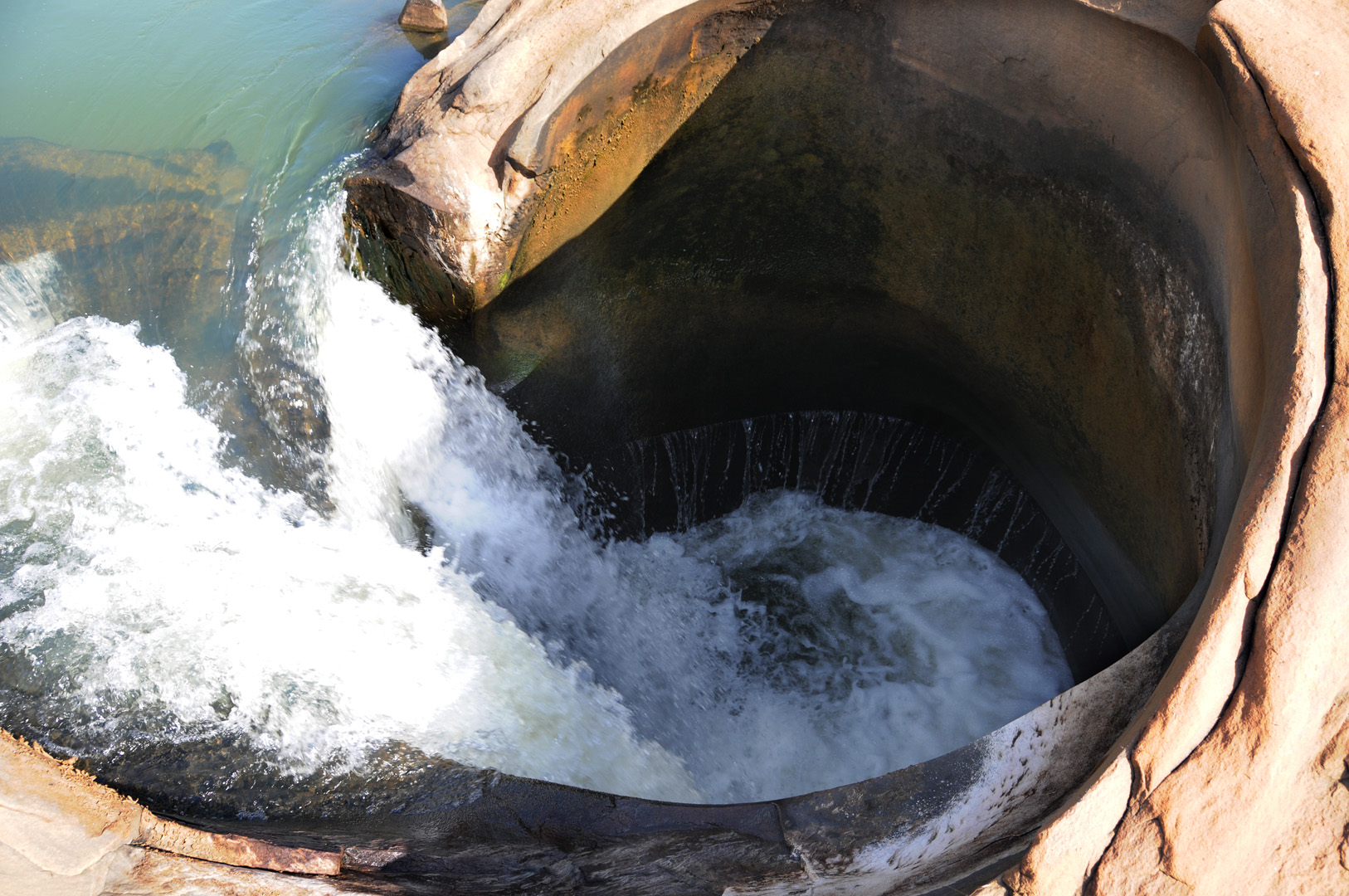
Водопад Фелу